# Портной Володимир Степанович
Володимир Степанович Портной (нар. 22 квітня 1951, місто Остер, тепер Козелецького району Чернігівської області) — український діяч, 1-й секретар Прилуцького міськкому КПУ, голова Прилуцького міськвиконкому Чернігівської області. Народний депутат України 1-го скликання.

## Біографія
Народився у родині службовця.
У 1968—1974 роках — старший препаратор, студент Українського інституту інженерів водного господарства у місті Рівне.
У 1974 році закінчив Український інститут інженерів водного господарства, інженер-гідротехнік.
У 1974—1977 роках — майстер БМУ № 10 тресту «Кримводбуд» у місті Симферополь.
У 1977 році — інженер Рівненської гідрогеологомеліоративної партії Львівської експедиції.
У 1977—1980 роках — виконроб, старший виконроб БУ № 1 об'єднання «Укргазбуд».
Член КПРС з 1979 по 1991 рік.
У 1980—1983 роках — директор комбінату будматеріалів та конструкцій міста Прилуки Чернігівської області.
У 1983—1985 роках — завідувач промислово-транспортного відділу Прилуцького районного комітету КПУ Чернігівської області.
Закінчив заочно Вищу партійну школу при ЦК КПУ.
У 1985 році — інструктор відділу будівництва Чернігівського обласного комітету КПУ.
У 1985—1987 роках — секретар, 2-й секретар Прилуцького міського комітету КПУ Чернігівської області.
У 1987—1988 роках — голова виконавчого комітету Прилуцької міської Ради народних депутатів Чернігівської області.
У серпні 1988 — серпні 1981 року — 1-й секретар Прилуцького міського комітету КПУ Чернігівської області.
18.03.1990 року обраний народним депутатом України, 2-й тур 47,10 % голосів, 7 претендентів. Входив до групи «За радянську суверенну Україну». Голова підкомісії з питань архітектури і забудови населених пунктів, Комісії ВР України з питань будівництва, архітектури та житлово-комунального господарства.
Потім — керівник аналітичного центру Асоціації народних депутатів України попередніх скликань.